# アンブローズ・マケボイ
アンブローズ・マケボイ（Arthur Ambrose McEvoy ARA、1877年8月12日 - 1927年1月4日）はイギリスの画家である。初期にはジェームズ・マクニール・ホイッスラーの影響を受けたスタイルの人物のいる風景画や室内画を描いたが。後年は主に女性の肖像画で人気を得た。しばしば水彩画も描いた。

## 略歴
イングランド南西部のウィルトシャーのCrudwellで生まれた。父親はスコットランド出身の技術者であったが、家族はロンドンに住んでいた。ホイッスラーに才能を認められ、美術の道に進むことを勧められ、15歳になった時、ロンドンのスレード美術学校に入学した。スレード美術学校では、同世代のオーガスタス・ジョンやウィリアム・オーペンを中心とするグループのメンバーであり、ホイッスラーから学んでいた繊細な技術で評判になった。多くのイギリスの画家が訪れた、フランスのディエップに旅して、ウォルター・シッカートのグループにも加わった。
1900年からニュー・イングリッシュ・アート・クラブ (NEAC)の展覧会に出展し、1902年にNEACの会員になった。1902年に年上の画家のメアリー・エドワーズと結婚した。1907年にロンドンの画廊(Carfax Gallery)で個展を開き、1911年にナショナル・ポートレート・ソサイエティの設立メンバーとなった。1913年にホイッスラーが会長を務める、国際彫刻家・画家・版画家協会（International Society of Sculptors, Painters and Engravers）の会員になった。NEACには風景画や室内画を出展していたが、1915年頃にはファッショナブルな上流階級の女性を描く画家として人気になった。
第一次世界大戦中は1916年から1918年の間、イギリス海軍に配属され、功績のあった将兵の肖像画を描いた、それらの作品は帝国戦争博物館やイギリス海事博物館に収蔵されている。
1920年にアメリカ合衆国を訪れ、個展を開いた。1924年にロイヤル・アカデミー・オブ・アーツの準会員に選ばれた。

## 作品

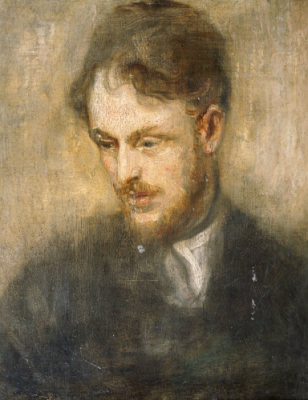
オーガスタス・ジョン(c.1900)
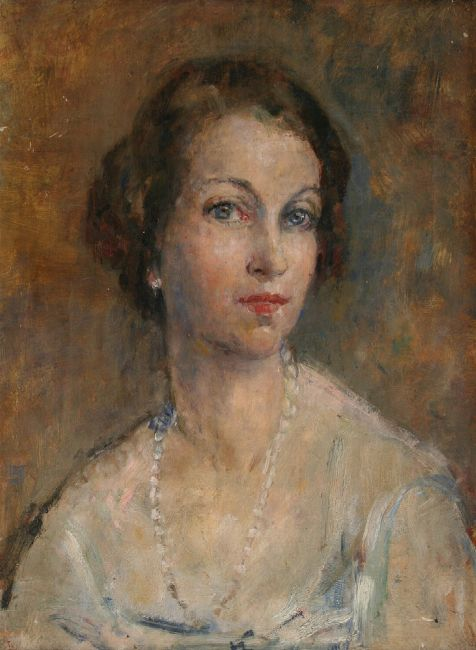
メアリー・マケボイ(c.1910)
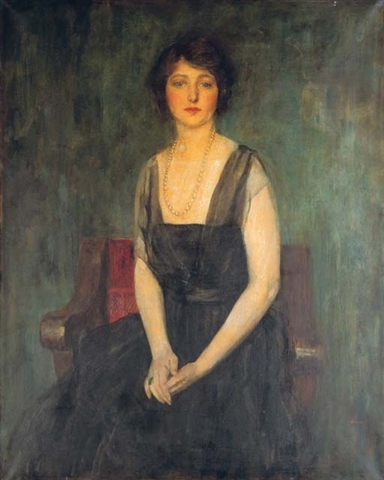
Dorothy Duveen-画商の娘
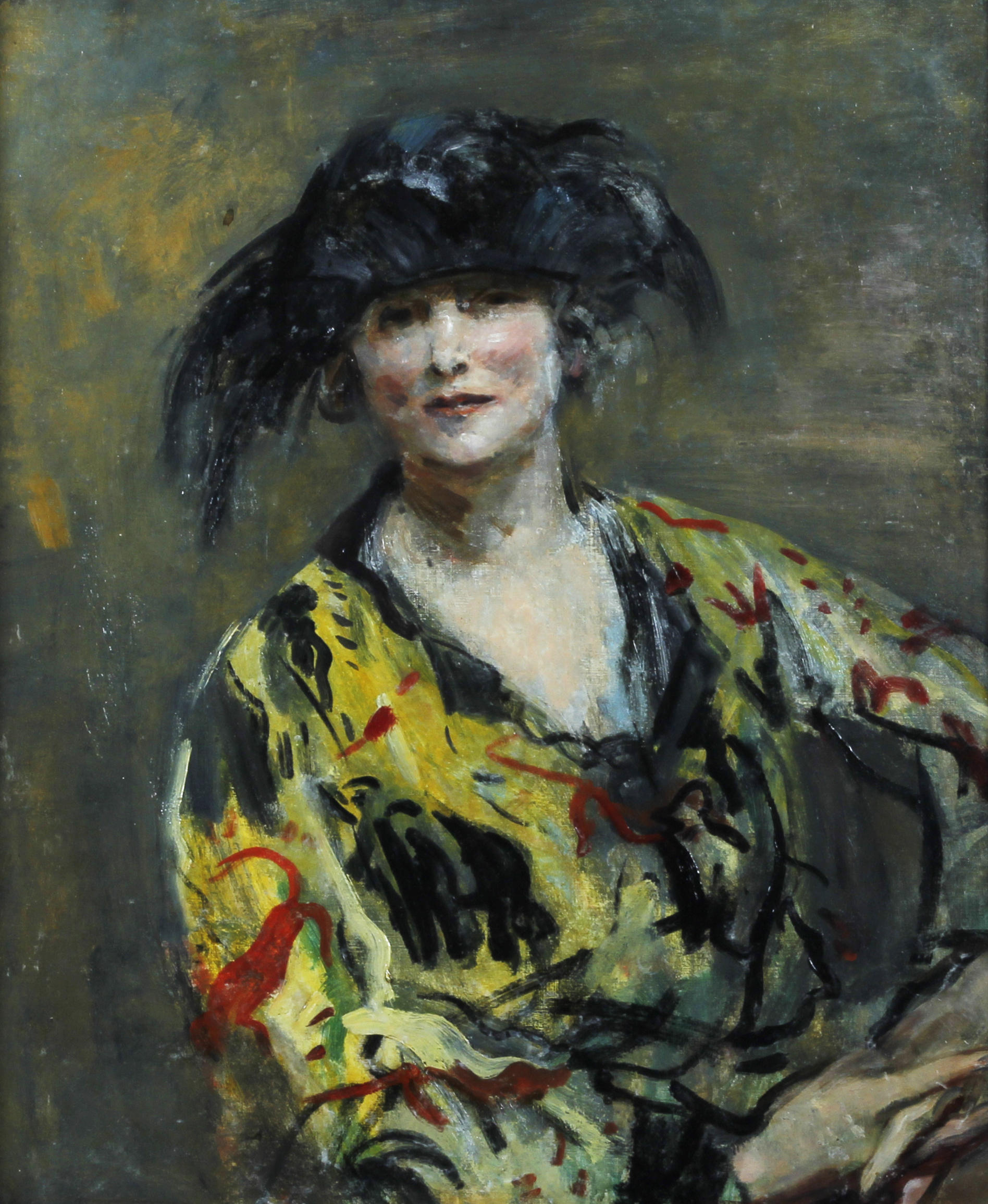
Eugenia Errázuriz-パトロネージュ
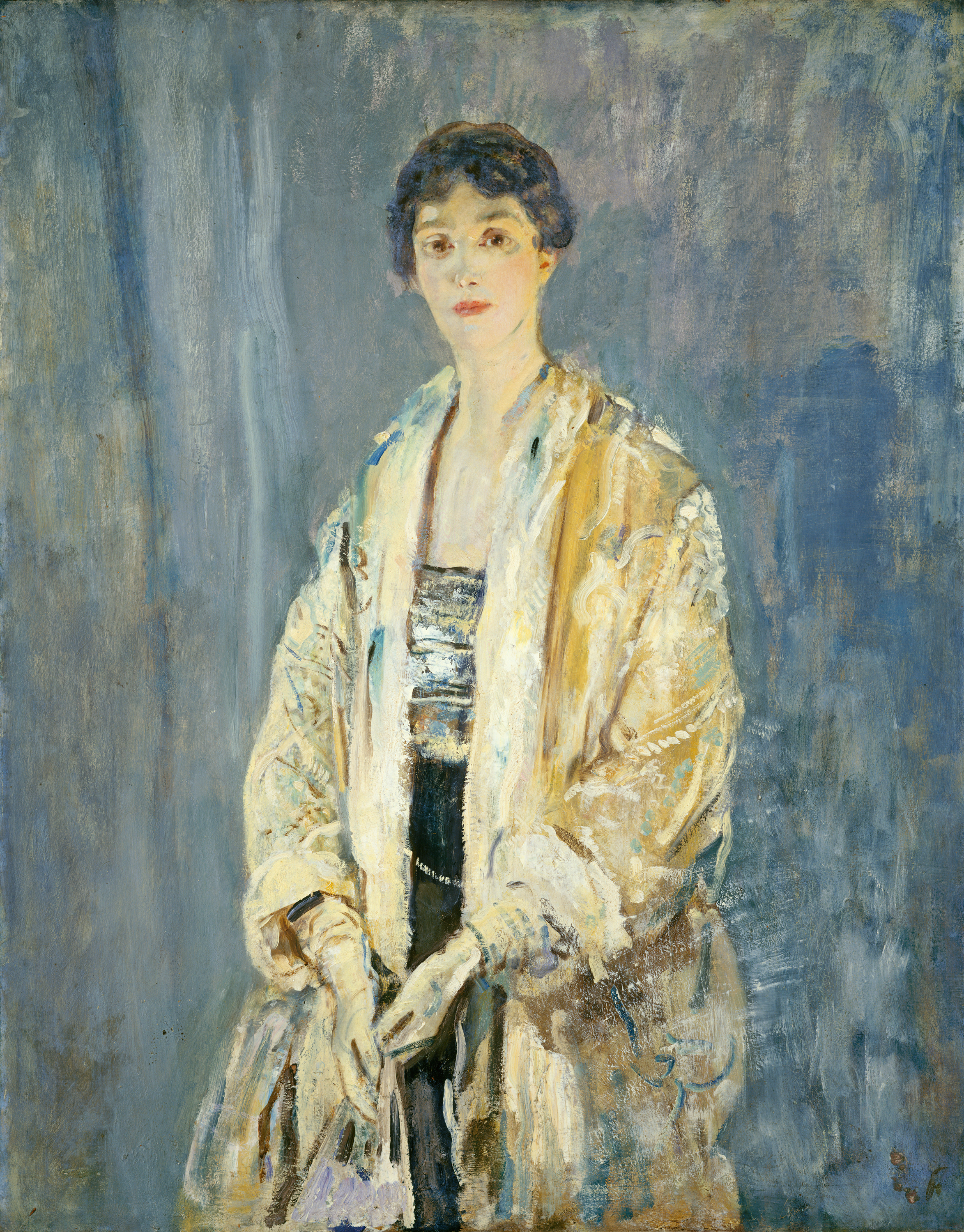
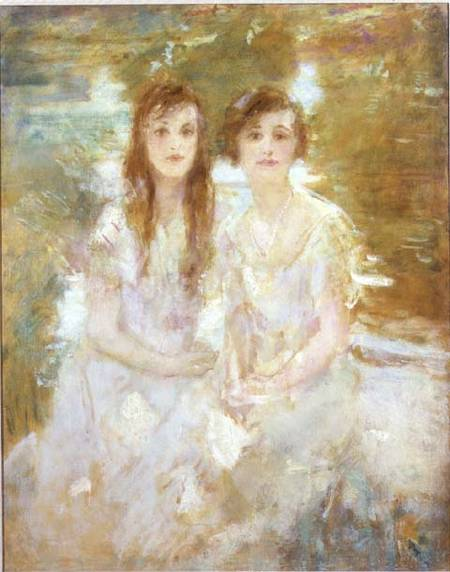
習作
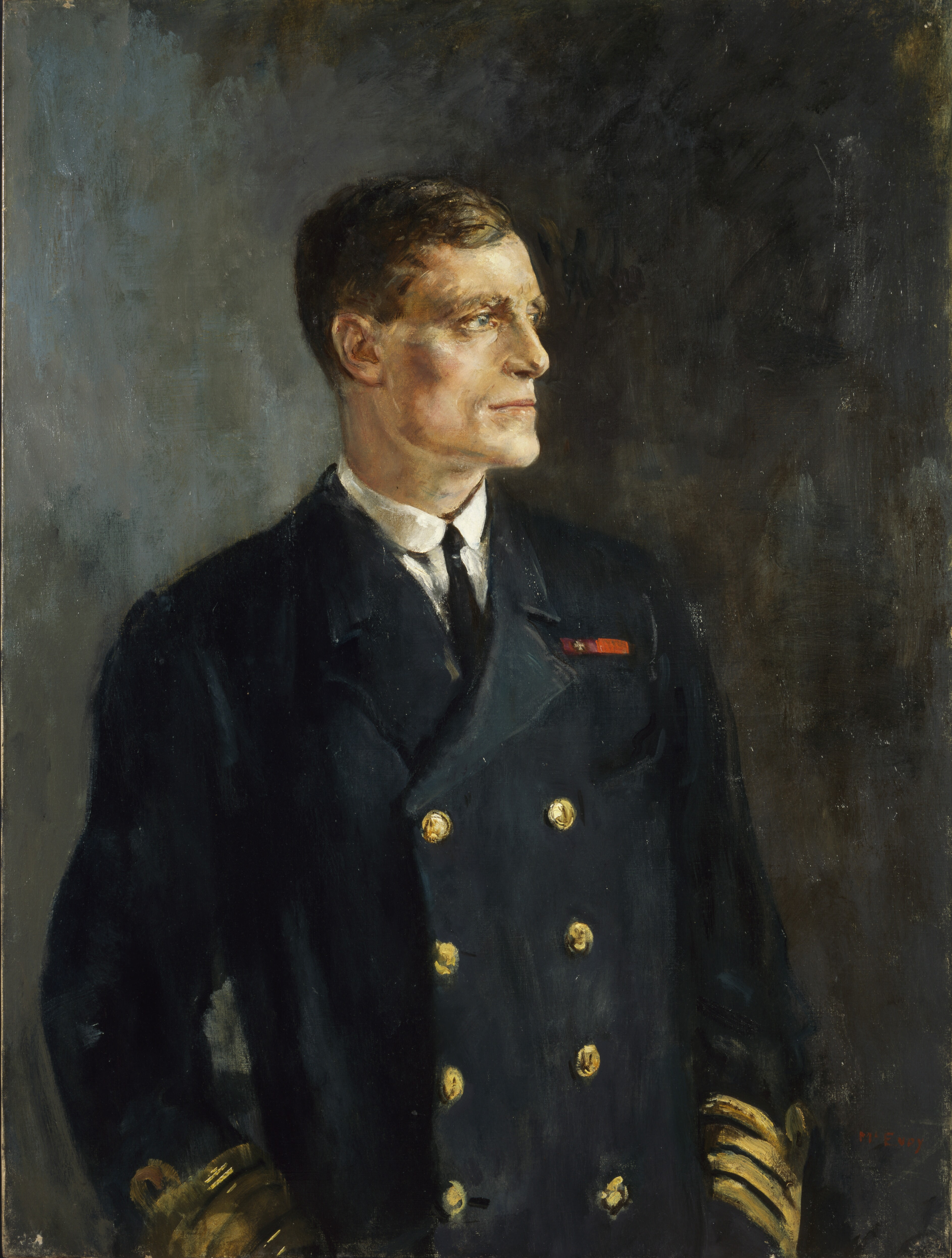
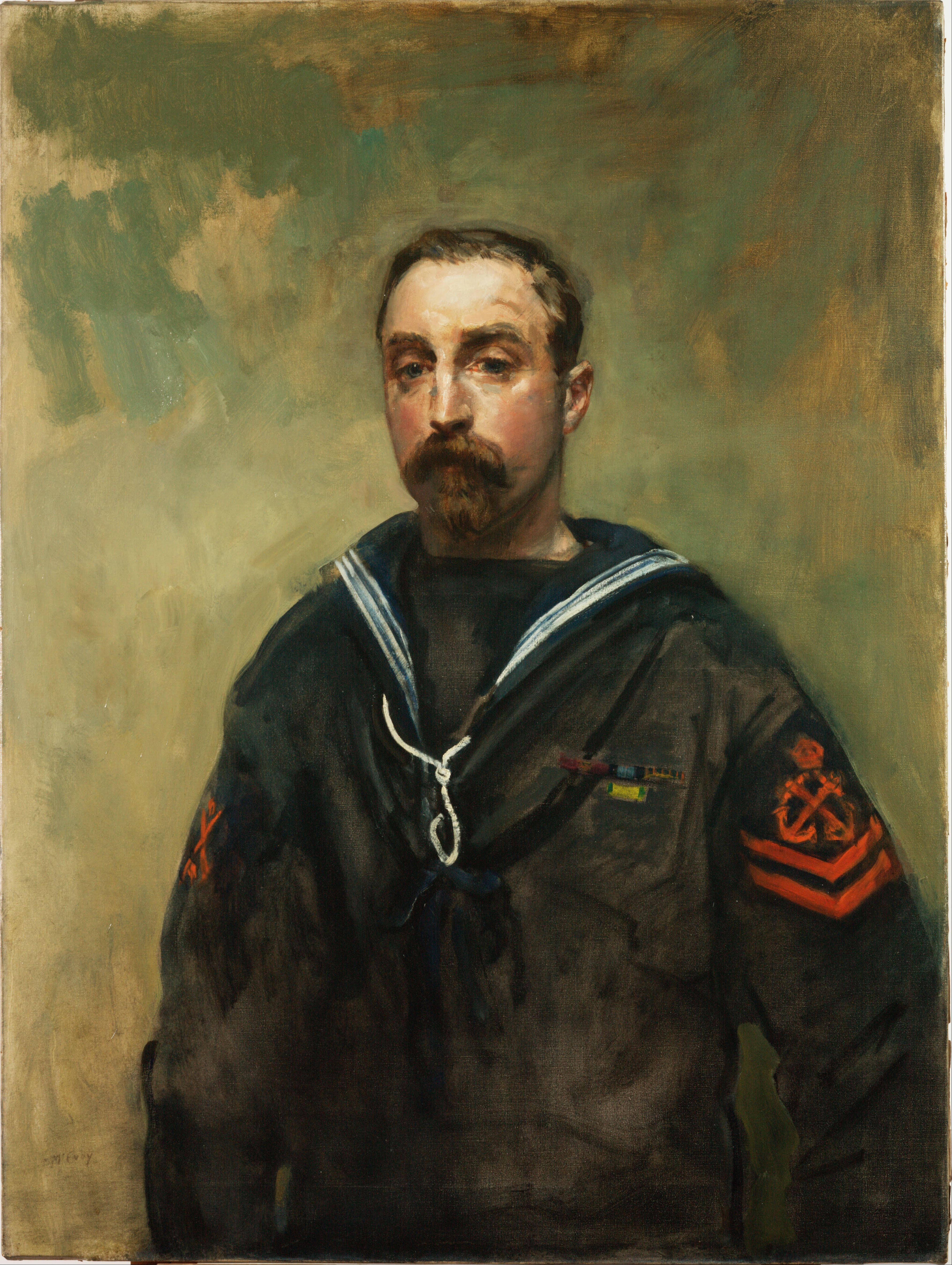